# ZB/SA 24

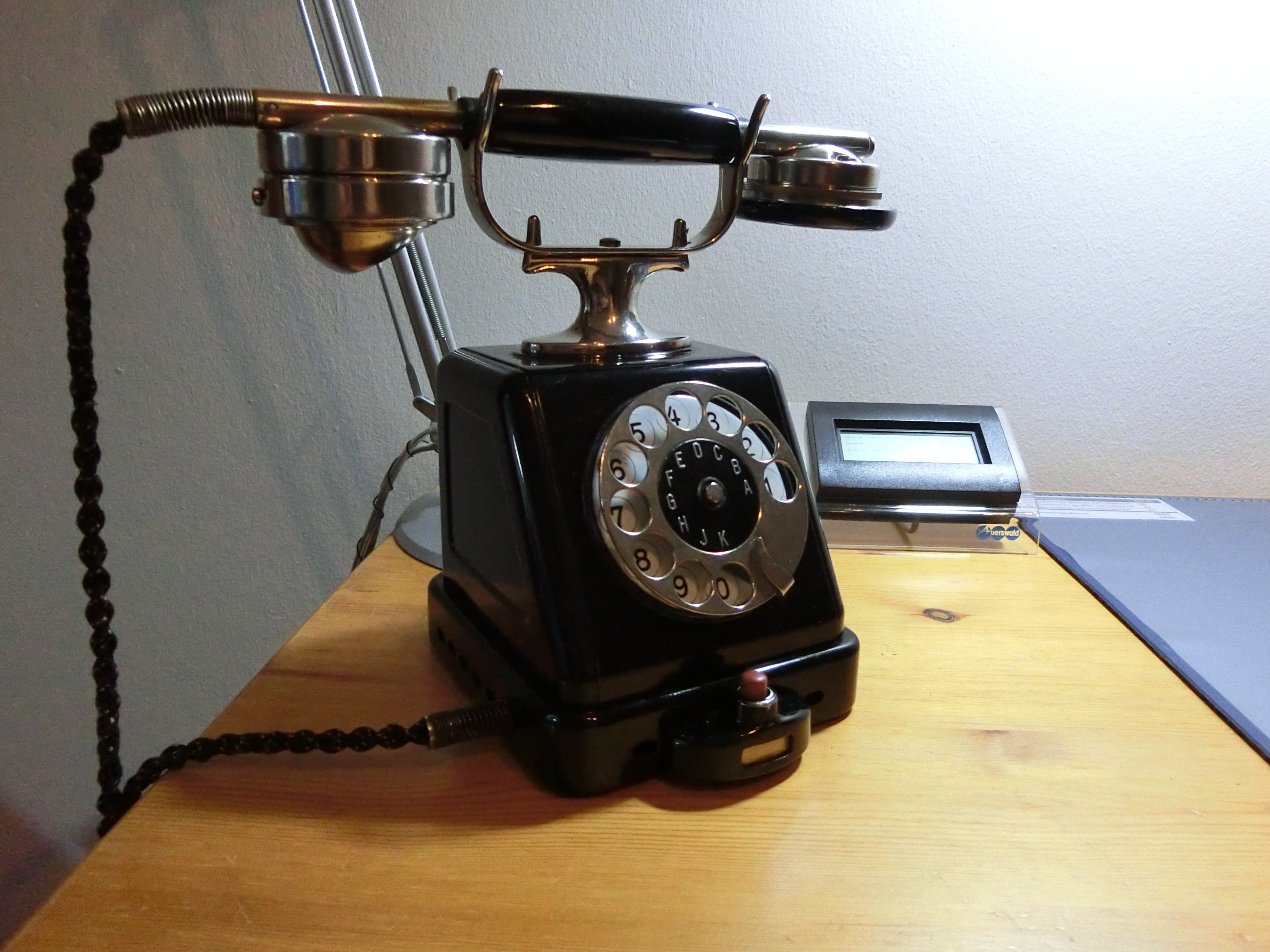
ZB/SA 24, Baujahr 1926, mit Hygieneeinsprache von Siemens & Halske

Der Tischapparat ZB/SA 24 (Zentralbatterie-Betrieb/Selbstanschluss-Betrieb, Modell 24) war ein von Siemens & Halske entwickelter und 1924 unter der Bezeichnung „W 24“ von der Deutschen Reichspost als Standardapparat in Betrieb genommener Telefonapparat. „W xx“ war die ab 1924 von der Post verwendete Bezeichnung für Wählapparat. Das Vorgängermodell war der kurz nach dem Ersten Weltkrieg eingeführte optisch ähnliche etwas größere ZB/SA 19. 
Die Bezeichnung „ZB/SA“ besagt, dass der Apparat den Strom für sein Kohlemikrofon von einer Zentralbatterie über das Telefonnetz bezog; im Gegensatz zu den Ortsbatterie (OB)-Geräten war keine Batterie beim Teilnehmer und kein Kurbeln zur Rufspannungserzeugung mehr nötig. Dank des Nummernschalters mit Fingerlochscheibe war der Apparat für den Selbstwählbetrieb, also für die automatische Gesprächsvermittlung geeignet und daher ein Selbstwählapparat. 
Der Teilnehmer musste nur die Rufnummer wählen und wurde automatisch mit seinem gewünschten Gesprächspartner verbunden, so wie es prinzipiell noch üblich ist. Der Selbstwählbetrieb war damals nur im eigenen Ortsnetz möglich. Fernverbindungen mussten weiterhin von Hand vermittelt werden. Der Ausbau des Selbstwählnetzes in Deutschland zog sich bedingt durch Wirtschaftskrisen und Kriege lange hin. Die letzte handbetriebene Orts-Vermittlungsstelle in der Bundesrepublik Deutschland wurde 1966 außer Betrieb genommen. 

## Erscheinungsbild
Das Design des ZB/SA 24 ist recht kantig und nicht so ergonomisch wie bei den Nachfolgemodellen. Besondere Kennzeichen: Eine nahezu würfelförmige Gehäusehaube aus schwarz lackiertem Stahlblech – vorne nach oben abgeschrägt, eine vernickelte Messing-Fingerlochscheibe („Nummernschalter 24“ bzw. „N24“), die ausladend geschwungene vernickelte Hörergabel, der stielförmige, ebenfalls vernickelte Handapparat mit flacher, kreisrunder Hörmuschel und kugel- oder trichterförmiger Mikrofon-Einsprache („Handapparat 24“). Die beiden Glocken des Weckers sind im Gegensatz zu seinem Vorgänger ZB/SA 19 nicht mehr an der Gehäuserückseite, sondern innenliegend angebracht. Zum Öffnen des Gehäuses ist ein Spezialschlüssel erforderlich. Sämtliche Bauteile sind auf der Stahlblech-Bodenplatte montiert und mit gebundenen Kabelbäumen frei verdrahtet. Der Nummernschalter lässt sich zu Reparaturzwecken nach vorne herunterklappen. Bei aufgelegtem Handapparat ist die Fingerlochscheibe blockiert. Dies war schaltungstechnisch notwendig und erzwang auch als Nebeneffekt das „richtige Telefonieren“ (Handapparat abnehmen, Wählton abwarten, Rufnummer wählen).

## Nachfolger
Der Apparat wurde in größeren Stückzahlen produziert, aber ein Telefon war zu damaligen Zeiten ein Luxusgegenstand, welchen sich nur öffentliche Einrichtungen, Geschäftsleute oder begüterte Kreise leisten konnten – kaum ein Privathaushalt. Bereits im Jahr 1928, vier Jahre nach seiner Einführung, wurde der ZB/SA 24 von dem technisch verbesserten und optisch komplett überarbeiteten, viel erfolgreicheren Modell W 28 abgelöst. Dieses fand schon eine wesentlich größere Verbreitung.
Der ZB/SA 24 ist heute ein Sammlerobjekt. Gut erhaltene Exemplare sind rar, die Apparate sind meist restaurierungsbedürftig. Man kann heute noch damit telefonieren, sofern der Anschluss oder die Telefonanlage das traditionelle Impulswahlverfahren (IWV) beherrscht; ansonsten ist ein Konverter nötig. Allerdings lässt die Sprach- und Hörqualität der alten  Fernhörer/Kohlemikrofone zu wünschen übrig.